# مارغريت من برابانت
مارغريت من برابانت (بالفرنسية: Marguerite de Brabant)‏ (4 أكتوبر 1276 - 14 ديسمبر 1311)؛ هي أبنة جان الأول دوق برابانت ومارغريت من فلاندرز، هي زوجة هنري من لوكسمبورغ بعد انتخابه كـ ملك ألمانيا في 1308، أصبحت ملكة الرومان.

## الزواج
تزوجت مارغريت من هنري في 9 يوليو 1292 التي رُتب لتسوية نزاع قديم مع دوق برابانت حول دوقية ليمبورخ؛ فكان عليه التخلي عن مطالبه وقت الزواج، وبكل المقاييس كان هذا الزواج ناجحاً وأيضا كان الزوجين سعيدين.
انجبت مارغريت لـ هنري ثلاثة أبناء:-
- يانغ الأعمى (10 أغسطس 1296 - 26 أغسطس 1346)؛ كان كونت لوكسمبورغ من عام 1309، وملك بوهيميا[4] من خلال زواجه الأول من إليزابيث بريميسيلد؛ والتي انجبت له كارل الرابع إمبراطور روماني مقدس وبون من بوهيميا الزوجة الأولى في المستقبل جان الثاني ملك فرنسا، ومع وفاة إليزابيث تزوج يانغ من بياتريس من بوروبون وانجبت له ابناً واحداً.
- ماريا من لوكسمبورغ (1304 - 26 مارس 1324)؛ تزوجت من شارل الرابع ملك فرنسا؛ توفيت أثناء الولادة.[4]
- بياتريس من لوكسمبورغ (1305 - 11 نوفمبر 1319)؛ تزوجت من كارولي الأول ملك المجر؛ توفيت أثناء الولادة.[4]

رافقت مارغريت زوجها أثناء حملته على إيطاليا، وأصبحت مريضة أثناء حصار بريشا وتوفيت بعد بضعة أشهر في جنوى، حيث دفنت في كنيسة سان فرانسيسكو دي كاستيليتو.